# Eclissi solare del 7 marzo 1970
L'eclissi solare del 7 marzo 1970 è un evento astronomico che ha avuto luogo il suddetto giorno attorno alle ore 17.38 UTC.L'eclissi, di tipo totale, è stata visibile in alcune parti del Nord America (Canada e Stati Uniti d'America), del Centro America, del Sud America (Messico) e dell'Oceano Pacifico.
La durata della fase massima dell'eclissi è stata di 3 minuti e 28 secondi e l'ombra lunare sulla superficie terrestre raggiunse una larghezza di 153 km; Il punto di massima totalità è stato in Messico, vicino alla città costiera di Coatzacoalcos.
L'eclissi del 7 marzo 1970 è diventata la prima eclissi solare nel 1970 e la 160ª nel XX secolo. La precedente eclissi solare si è verificata l'11 settembre 1969, la seguente il 31 agosto 1970.
L'evento ha causato un ritardo di fase della misurazione del tempo atomico internazionale.

## Percorso e visibilità

Animazione dell'evento, con durata di 3 minuti per ogni fotogramma

L'evento è iniziato all'alba locale nell'Oceano Pacifico a circa 730 chilometri a nord-est dell'isola di Malden. Quindi l'ombra della luna si è spostata verso est e poi verso nord-est approdando sulla costa di Oaxaca, in Messico, dopo aver attraversato la lunga superficie oceanica dell'Oceano Pacifico e raggiungendo la sua massima eclissi nella periferia meridionale di Pajapan, nello stato federale di Veracruz.
Dopo di che l'ombra ha proseguito a nord-est attraverso il Golfo del Messico, gli Stati Uniti e parti della costa orientale del Canada, terminando infine al tramonto nell'oceano Atlantico a circa 790 km a nord-ovest dell'Irlanda.

### Nel continente americano
La totalità era visibile in tutto il Messico meridionale e il Golfo del Messico, la costa atlantica sudorientale degli Stati Uniti a nord-est fino alle Province marittime del Canada orientale e nel territorio settentrionale del comune di Miquelon-Langlade, oltre che nella collettività francese d'oltremare di Saint Pierre e Miquelon.
La fase di totalità massima si è verificata sul Messico alle 11:38 CST, con una durata totale di 3 minuti e 28 secondi. La totalità negli Stati Uniti è durata fino a 3 minuti e 10 secondi.I media hanno dichiarato Perry come il primo comune della Florida a essere nel percorso diretto dell'eclissi.
Il tempo inclemente ha ostacolato la visione dell'evento nella maggior parte del percorso dell'eclissi attraverso gli stati meridionali americani. La prossima eclissi con una durata simile avverrà l'8 aprile 2024, un periodo di 54 anni intercorrente tra i due eventi.

## Osservazioni scientifiche
L'Osservatorio Federale Svizzero ha osservato l'evento da due luoghi in Messico, a Nejapa e a Miahuatlán. Le condizioni meteorologiche in entrambi i luoghi erano molto buone; le osservazioni effettuate da Miahuatlán, a 1.620 metri sul livello del mare. hanno usufruito di qualità dell'aria molto buona. L'angolo di altitudine solare durante l'eclissi è stato di 63 ° e le condizioni di osservazione sono state particolarmente buone. Il team di osservazione ha scattato foto della corona e le ha analizzate con dei polarizzatori.
Il fisico americano-austriaco Erwin Saxl e il fisico americano Mildred Allen osservarono localmente il movimento di un pendolo torcente . Al fenomeno di cambiamento improvviso del moto diedero il nome di effetto Saxl, comportamento rientrante nel più noto Effetto Allais .

## Eclissi correlate

### Eclissi solari 1968 - 1971
Questa eclissi è un membro di una serie semestrale. Un'eclissi in una serie semestrale di eclissi solari si ripete approssimativamente ogni 177 giorni e 4 ore (un semestre) in nodi alternati dell'orbita della Luna.

### Ciclo di Saros 139
L'evento fa parte della serie di Saros 139, che si ripete ogni 18 anni, 11 giorni, 8 ore, comprendente 71 eventi. La serie è iniziata con l'eclissi solare parziale il 17 maggio 1501. Contiene eclissi ibride dall'11 agosto 1627 al 9 dicembre 1825 ed eclissi totali dal 21 dicembre 1843 al 26 marzo 2601. La serie termina al membro 71 con un parziale eclissi il 3 luglio 2763. Tutte le eclissi di questa serie si verificano nel nodo ascendente della Luna.

## L'evento nella cultura popolare
L'evento, che ha attraversato tutta la costa orientale degli Stati Uniti, è stato chiamato dai media americani come l'eclissi solare del secolo. La rete televisiva CBS ha effettuato la prima trasmissione a colori di un'eclissi totale.